# Aurélio de Sousa Soares
Aurélio de Sousa Soares (Benguela, 18 aprile 1974) è un ex calciatore angolano, di ruolo difensore.

## Carriera

### Club
Ha giocato nel campionato angolano e portoghese.

### Nazionale
Ha collezionato 22 presenze con la maglia della Nazionale.